# Empori (retòric)
Empori (en llatí Emporius) va ser un retòric llatí que, com a molt aviat, va viure al segle vi, i va escriure tres tractats curts titulats:
- De Ethopoeia ac Loco Communi Liber
- Detmonstrativae Materiae praeceptum
- De Delibertiva Specie.